# یوگنی پودگورنی
یوگنی پودگورنی (روسی: Евгений Анатольевич Подгорный؛ زادهٔ ۹ ژوئیهٔ ۱۹۷۷) ژیمناست هنری اهل روسیه است.